# Pont Daydé
Pour les articles homonymes, voir Daydé (homonymie).
Le pont Daydé est le pont qui relie l'Île Seguin au quai Georges-Gorse sur la rive droite de la Seine Boulogne-Billancourt. Il date de 1928 et a été construit par l'entreprise Daydé.

## Caractéristique
La forme particulière de pont s'explique par les contraintes de gabarit fluvial imposées par le Service de navigation de la Seine :
- 6 m au-dessus des plus hautes eaux de navigation (PHEN)
- 40 m d'ouverture à cause du coude fait par la Seine à cet endroit.

La travée centrale se décompose en trois parties :
- à partir de chaque pylône, en console à partie du pylône, les éléments de tablier tenus par les membrures de suspension ;
- en partie centrale, entre les deux parties en console, une poutre intermédiaire.

Les deux membrures de suspension ancrées en tête du pylône font travailler la poutre du tablier en console en compression et en flexion, permettant de réduire la hauteur de la poutre. La stabilité de la partie placée en travée centrale est assurée par le tirant arrière ancré dans la travée de rive, elle-même tenue aux maçonneries de la culée.
- Longueur de la travée de rive : 24,80 m
- Longueur de la travée centrale : 74,40 m
  - longueur de chaque partie en console du tablier : 28,60 m
  - longueur de la partie centrale du tablier : 17,20 m

Transversalement, le tablier laisse passer deux voies charretières de 2,60 m de largeur avec, entre les deux, une voie ferroviaire de 3,10 m de large.
Ce n'est pas un pont suspendu mais un pont en console.
Il se prolonge par le pont Seibert, qui rejoint la rive gauche de la Seine.